# ريكي بارنز
ريكي بارنز (بالإنجليزية: Ricky Barnes)‏ هو لاعب غولف أمريكي، ولد في 6 فبراير 1981 في ستوكتون في الولايات المتحدة.

## وصلات خارجية
- الموقع الرسمي
- ريكي بارنز على موقع رابطة لاعبي الغولف المحترفين (الإنجليزية)
- ريكي بارنز على موقع رابطة اليابان للاعبي الغولف المحترفين (الإنجليزية)
- ريكي بارنز على موقع التصنيف العالمي الرسمي للغولف (الإنجليزية)